# (72670) 2001 FL52
(72670) 2001 FL52 – planetoida z pasa głównego asteroid okrążająca Słońce w ciągu 5,47 lat w średniej odległości 3,1 j.a. Odkryta 18 marca 2001 roku.